# Actinella armitageana
Actinella armitageana – gatunek ślimaka trzonkoocznego z rodziny Geomitridae.

## Występowanie
Madera (Portugalia)
Jest to zwierzę lądowe. Zamieszkuje tereny trawiaste klimatu umiarkowanego.

## Status
W 1994 gatunek został uznany za narażony na wyginięcie. Przyczyniło się do tego wyniszczenie środowiska naturalnego. Zagrożeniami są rozwój ścieżek w okolicach Pico Arreiro i Pico Ruivo oraz pożary.